# Кишев, Мухадин Исмаилович
Мухадин Исмаилович Кишев (кабард.-черк. Кӏыщ Мухьэдин; 18 декабря 1939, Чегем Второй, Кабардино-Балкарская АССР — 12 апреля 2025, Испания) — советский, российский и испанский художник. Заслуженный художник Российской Федерации.
Искусство Кишева связано с утверждением красоты. Его работы обычно выполнены маслом по холсту или в технике монотипии на бумаге. Главным героем его живописи является цвет. Работы Кишева находятся во многих странах, включая Россию, Англию, Испанию, США. Жил в Испании и делил время между своими студиями в Москве, Нальчике и Лос Каньос де Мека в Андалусии.

## Биография
Родился в селе Чегем-2, недалеко от города Нальчика, столицы Кабардино-Балкарии. Его отец Исмаил Хажретович Кишев погиб в Сталинградской битве в 1943 году. Мать Маруся Исуфовна Кишева одна воспитывала сына, и в трудные послевоенные годы она поддерживала его мечту стать художником. Первая выставка художника состоялась в возрасте одиннадцати лет в школьной библиотеке, где он представил портреты русских писателей Достоевского, Гоголя и других. Организовала эту выставку библиотекарь школы Зоя Эльгарова. В тринадцать лет Мухадин начал заниматься в изо-кружке талантливого педагога Андрея Лукича Ткаченко в Доме пионеров в Нальчике. Каждое воскресенье ходил на занятия пешком за четырнадцать километров от его дома. В родном селе окончил среднюю школу. В 1958 году поступил в Краснодарское художественное училище Архивная копия от 24 декабря 2018 на Wayback Machine, а затем в Кубанский государственный университет на Художественно-графический факультет, который окончил в 1965 году. Оба учебных заведения окончил на отлично. Одновременно с учёбой в университете окончил лётные курсы в Краснодарском аэроклубе (поселок Энем).
После окончания университета в 1965 году работал в Художественном фонде КБР. В течение первых 20 лет своей творческой деятельности работал в монументальном искусстве, выполняя проекты по росписи, мозаике, барельефу и инкрустации в городах Железноводск, Анапа, Пятигорск, Ростов-на-Дону и др. Было много государственных заказов из Министерства здравоохранения СССР. В 1973 году Кишев был принят в Союз художников СССР. Совершил несколько профессиональных поездок в Польшу, Германию, Италию, Непал и Индию. В 1988—1991 годах был художественным руководителем молодых профессиональных художников России в домах творчества художников «Горячий ключ» Архивная копия от 24 декабря 2018 на Wayback Machine на Чёрном море и «Байкал» Архивная копия от 24 декабря 2018 на Wayback Machine на озере Байкал, где использовал раскованную атмосферу перестройки, чтобы побудить молодых художников работать с большой свободой. Там он стал примером поколения талантливых художников, которые сейчас выставляют свои работы по всему миру. В 1993 году он был принят в Международный союз художников. С 1994 по 1998 год по приглашению известных Чизенхейльских мастерских работал в Лондоне в Chisenhale Studios. Он побывал в Бельгии, Гамбии, Сенегале, Франции, Шотландии. Только с 1972 по 2000 год Кишев побывал в творческих поездках в 18 странах мира. В 1997 году был избран членом Ассоциации русских художников в Лондоне. За свою более чем 55-летнюю карьеру он принял участие в около 80 групповых выставках и более 40 персональных выставках. С 1998 года и до конца жизни жил и работал в Испании, в своей студии в Лос Каньос де Мека (Los Caños de Meca) в провинции Кадис.
Скончался 12 апреля 2025 года в Испании, похоронен там же.
Заслуженный художник России, народный художник Кабардино-Балкарии. Его картины находятся в музеях и частных коллекциях по всему миру. Долгие годы он жил не только в России, но и в Испании. В Кабардино-Балкарии открыт арт-хом (галерея) имени мастера. В декабре в республике отметили 85-летие художника.

## Творчество
Жизнь и искусство Кишева представляют собой слияние Востока и Запада, и Испания оказала заметное влияние на его творчество. Кишев делает поиски в разных техниках в том числе на маслом на холсте и монотипии на бумаге. Он мастерски использует цвет и свет. Кишев много пишет, его картины охватывают широкий круг тем, которые появляются в циклическом ритме серии, таких как: «Судьбы», «Космическое пространство», «Родина», «Голос художника», «Ностальгия по природе» и многие другие, где главной целью является наладить отношения между реальным и абстрактным.

### Выставки
С начала творческой деятельности работы Кишева были показаны на более чем 40 персональных выставках и участвовали во многих коллективных. Его картины были выставлены в крупнейших музеях СССР и России, таких как:
- Московский музей современного искусства, Москва: «Власть цвета». Московский музей современного искусства[7];
- Кабардино-Балкарский музей изобразительных искусств, Нальчик: Юбилейная выставка, посвященная 20-летию творчества и 60-летию образования СССР, Кабардино-Балкарский музей изобразительных искусств, Нальчик[8];
- Государственный музей народов Востока, Майкоп, Адыгея;
- Российской академии художеств, Москва: «Окно в Европу»[9];
- в других галереях и выставочных центрах[10].

Его работы были замечены не только в Советской России и современной Российской Федерации, но и в культурных центрах Европы:
- Институт Сервантеса, Лондон: «Андалусия в глазах Мухадина Кишева»[11];
- Российский центр культуры, Пушкинский Дом, Лондон и Испания: «Мухадин Кишев и Андалусия»[12];
- Сала Хуан Миро, Дворец конгрессов, Мадрид: «Круг, треугольник, квадрат и точка в абстрактном искусстве», «Пространства»[13];
- Университет Малаги, Испания: «Вокруг круга»[14];
- три одновременные выставки, которые спонсировали Университет Кадиса, Фонд Культура и Галерея Бенот, Кадис, Испания: «От Кавказа до Андалусии»[15].

### Музеи и частные коллекции
Картины Кишева можно найти в Московском музее современного искусства , Государственной Третьяковской галерее, Фонде Министерства культуры Российской Федерации , Фонде искусств Российской Федерации, в Фонде Горбачева. В Кабардино-Балкарском музее изобразительных искусств Архивная копия от 24 декабря 2018 на Wayback Machine имени А. Л. Ткаченко в Нальчике хранится большая коллекция его работ советского периода, как и во многих других музеях России: Краснодара, Тобольска, Майкопа, Махачкалы, Кисловодска и других. Его работы также находятся в коллекции Атеней (Ateneo) в Мадриде и в фонде поддержки современного российского визуального искусства, США (Kolodzei Art Foundation). Более 300 полотен Кишева находятся в частных коллекциях в России, Великобритании, Испании, Германии, Исландии, Польше, Финляндии, Франции, США, Латинской Америке, Бразилии, Японии, Австралии, Новой Зеландии, Африке, бывших республиках СССР и других стран мира.

## Награды, звания
- Почетная грамота Кабардино-Балкарской Республики (16 декабря 2019) — за большой вклад в развитие изобразительного искусства
- Заслуженный художник Российской Федерации.
- Народный художник Кабардино-Балкарской Республики
- Академик Российской академии художеств, Южное региональное отделение, специализация: живописец (2009).
- Академик Адыгской (Черкесской) международной академии наук, КБР.
- Медаль «За доблестный труд», в ознаменование 100-летия со дня рождения В. И. Ленина (1970).
- Лауреат премии Ленинского комсомола Кабардино-Балкарии, Нальчик
- Академик в области искусства Международной академии наук, технологий и гуманитарных наук (МИАСТФП) в Валенсии (Испания).
- Член Европейской академии художеств (Бельгия).
- Золотая медаль «300 лет Победы над крымскими татарами» за картину «Канжальская битва» (2008, КБР, см. иллюстрацию).
- Золотая медаль Российской Академии художеств за выставку «Власть цвета», Московский музей современного искусства.
- Золотая медаль «Шувалов» Российской Академии художеств за выставку «Гимн Красоте».
- Золотая медаль «За Выдающиеся заслуги» Российской Академии художеств за юбилейную выставку «Гимн красоте» в Центральном Доме Художника, Москва (2015).

## Избранные работы
- Праздничный концерт в Кабардино-Балкарии. 1967. 90×180. Дерево, интарсия. Кабардино-Балкарский музей изобразительных искусств, Нальчик.
- Морская сказка. 1970. 9×20 м. Мозаика. Плавательный бассейн в правительством санатории «Дубовая роща», Железноводск.
- Коллективизация. 1983. 95×130. Холст, масло. Кабардино-Балкарский музей изобразительных искусств, Нальчик.
- Конец. 2002. 80×100. Холст, масло. Московский музей современного искусства.
- Чёрный восход. 2002. 100×80. Холст, масло. Архив художника.
- Счастье. 2003. 114×146. Холст, масло. Коллекция русского и восточноевропейского искусства, Kolodzei Art Foundation. USA.
- Цикл: Кровавые окна Беслана. 3 сентября 2004. Бумага, акрил. Музей Памяти, Беслан.
- Душу не убьешь: Еврейская трагедия. 2005. 100×200. Холст, акрил. Архив художника.
- Андалузское изобилие. 2007. 130×195. Холст, масло. Архив художника.
- Две дороги. 2007. 130×195. Холст, масло. Архив художника.
- Канжальская битва. 2008. 140×280. Холст, масло. Архив художника.

### Книги
- Котлярова М. А., Котляров В. Н. Адыги — сердца и судьбы: портреты, заметки. Нальчик: Полиграфсервис и Т, 2002. 200 с.
- Котлярова М. А., Котляров В. Н. Ладони протяни к огню души моей…: Книга о Мухадине Кишеве и Жаклин Мосс. Нальчик: Полиграфсервис и Т, 2002. 304 с.
  - Котлярова М. А., Котляров В. Н. Ладони протяни к огню души моей…: Книга о Мухадине Кишеве и Жаклин Мосс. 2-е изд., доп. Нальчик: Полиграфсервис и Т, 2004. 328 с. ISBN 5-93680-124-1.
- Мухадин Кишев. Гимн красоте / Muhadin Kishev: A Hymn to Beauty. Москва, 2009. 336 с. ISBN 5-900395-11-1
- Ступин С. С. Мухадин Кишев. Искусство любви / Muhadin Kishev. The Art of Love. Москва, БуксМАрт, 2016. 304 с. ISBN 978-5-906190-33-8.

### Статьи
- Айдинян С. А. В цветовых пространствах Мухадина Кишева // Меценат и мир. № 14-16. http://www.mecenat-and-world.ru/14-16/kishev.htm Архивная копия от 10 сентября 2012 на Wayback Machine
- Paredes T. Muhadin Kishev: Del Cáucaso a Andalucía // El Punto de las Artes. Madrid, 2001. 24 June.
- Адашевская Л. Очарованный странник // Декоративное искусство. М., 2003. Апрель. № 5-6. С. 82-83.
- Аппаева Ж. Через годы и расстояния // Декоративное искусство. М., 2003. Апрель. № 5-6. С. 80-81.
- Кончин Е. Власть цвета // Культура. М., 2005. 13-19 октября. № 40.
- Кишев М. Нужен худсовет // Искусство в современном мире. Сб. статей. М., 2006. Вып. 2.
- Махов Н. Пространство души — пространство мира // Декоративное искусство. М., 2006. № 2. С. 53-56.
- Ванслов В. В. Воспевающий красоту (о творчестве Мухадина Кишева) // Искусство в современном мире. М., 2009. Вып. 3. С. 120—126.
- Мухадин Кишев: Об Искусстве и немного о себе (из беседы художника с А. В. Гамлицким) // Искусство в современном мире. М., 2009. Вып. 3. С. 168—175.
- Гамлицкий А. В. Мухадин Кишев: Путь к красоте — дорога к себе. Творчество советского периода 1965—1993 // Гимн красоте. М., 2009. С. 120—126. ISBN 5-900395-11-1